# Grand Prix Holandii 1968

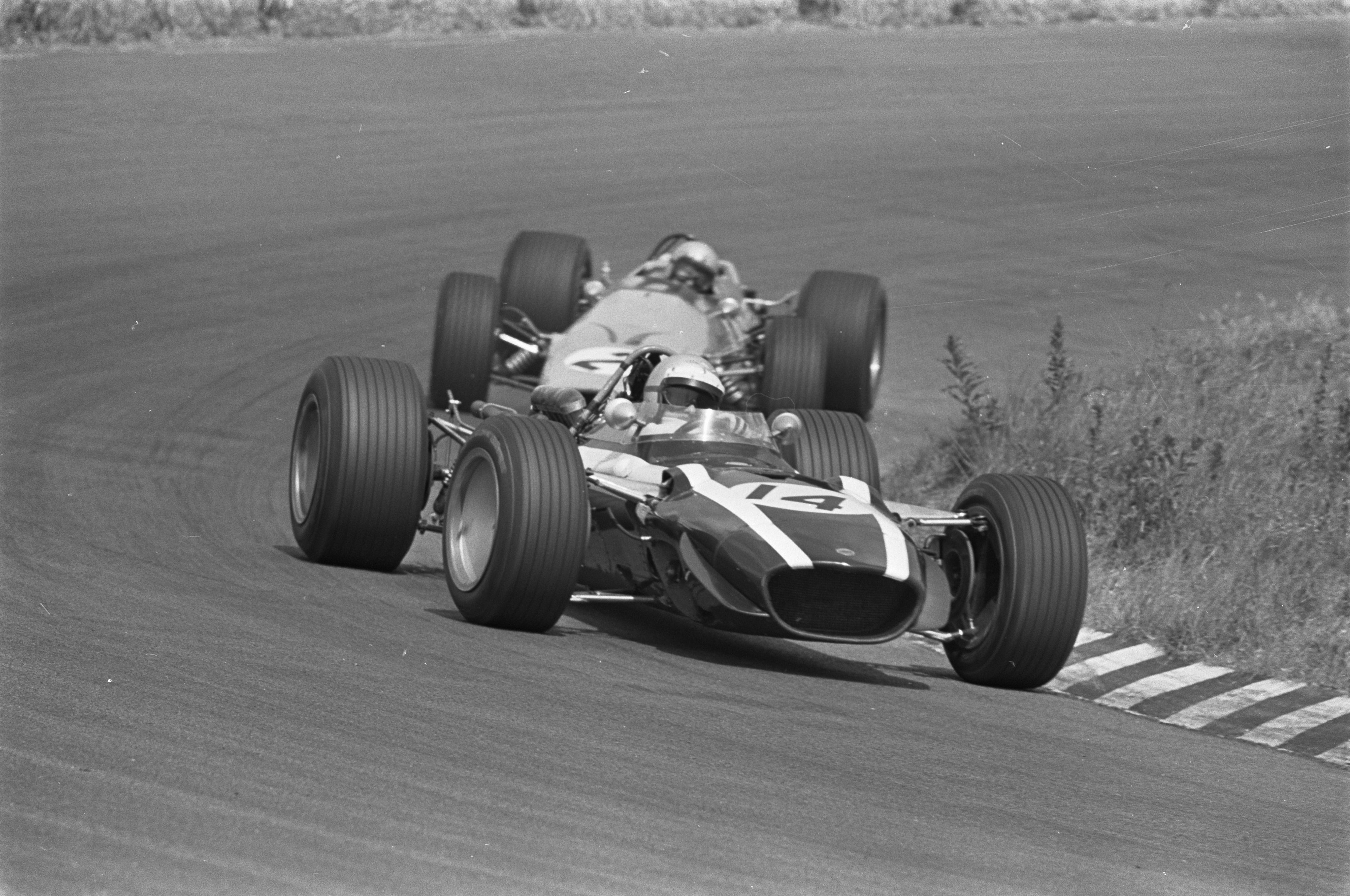
John Surtees i Lucien Bianchi podczas Grand Prix Holandii 1968

Grand Prix Holandii 1968 (oryg. Grote Prijs van Nederland) – piąta runda Mistrzostw Świata Formuły 1 w sezonie 1968, która odbyła się 23 czerwca 1968, po raz 14. na torze Zandvoort.
16. Grand Prix Holandii, 14. zaliczane do Mistrzostw Świata Formuły 1.

## Klasyfikacja
| Legenda oznaczeń w tabelach wyników Wyświetl szablon na nowej stronie | Legenda oznaczeń w tabelach wyników Wyświetl szablon na nowej stronie                                                                     |
| Oznaczenie                                                            | Wyjaśnienie |
| --------------------------------------------------------------------- | --- |
| Złoty                                                                 | Zwycięzca lub mistrzostwo |
| Srebrny                                                               | 2. miejsce lub wicemistrzostwo |
| Brązowy                                                               | 3. miejsce lub II wicemistrzostwo |
| Zielony                                                               | Ukończył, punktował (w klasyfikacji generalnej, gdy zdobył co najmniej jeden punkt na przestrzeni sezonu, poza trzema powyższymi opcjami) |
| Niebieski                                                             | Ukończył, nie punktował (w klasyfikacji generalnej, gdy nie zdobył co najmniej jednego punktu na przestrzeni sezonu)                      |
| Czerwony                                                              | Nie zakwalifikował się (NZ) |
| Czerwony                                                              | Nie prekwalifikował się (NPK) |
| Różowy                                                                | Nie ukończył (NU) |
| Różowy                                                                | Niesklasyfikowany (NS) (w klasyfikacji generalnej, gdy nie został sklasyfikowany w żadnym wyścigu sezonu)                                 |
| Czarny                                                                | Zdyskwalifikowany (DK) |
| Czarny                                                                | Wykluczony (WYK/EX) |
| Biały                                                                 | Nie wystartował (NW) |
| Biały                                                                 | Kontuzjowany (K/INJ) |
| Biały                                                                 | Wyścig odwołany (OD/C) |
| Bez koloru                                                            | Został wycofany (WYC/WD) |
| Bez koloru                                                            | Nie przybył (NP/DNA) |
| Bez koloru                                                            | Nie brał udziału w treningach (NT/DNP) |
| Bez koloru                                                            | Nie został zgłoszony (–) |
| Pogrubienie                                                           | Start z pole position |
| Kursywa                                                               | Najszybsze okrążenie wyścigu |
| †                                                                     | Nie ukończył, ale jego rezultat został zaliczony ze względu na przejechanie więcej niż 90% dystansu wyścigu.                              |
| *                                                                     | Sezon w trakcie |
| 1/2/3                                                                 | Punktowana pozycja w sprincie kwalifikacyjnym                                                                                             |
| Lista systemów punktacji Formuły 1                                    | |

### Kwalifikacje
| Poz | Nr | Kierowca             | konstruktor   | Czas    | Strata |
| --- | -- | -------------------- | ------------- | ------- | ------ |
| 1   | 9  | Chris Amon           | Ferrari       | 1:23.54 | —      |
| 2   | 6  | Jochen Rindt         | Brabham-Repco | 1:23.70 | +0.16  |
| 3   | 3  | Graham Hill          | Lotus-Ford    | 1:23.84 | +0.30  |
| 4   | 5  | Jack Brabham         | Brabham-Repco | 1:23.90 | +0.36  |
| 5   | 8  | Jackie Stewart       | Matra-Ford    | 1:24.41 | +0.87  |
| 6   | 10 | Jacky Ickx           | Ferrari       | 1:24.42 | +0.88  |
| 7   | 1  | Denny Hulme          | McLaren-Ford  | 1:24.45 | +0.91  |
| 8   | 2  | Bruce McLaren        | McLaren-Ford  | 1:24.58 | +1.04  |
| 9   | 7  | John Surtees         | Honda         | 1:25.22 | +1.68  |
| 10  | 4  | Jackie Oliver        | Lotus-Ford    | 1:25.48 | +1.94  |
| 11  | 15 | Pedro Rodríguez      | BRM           | 1:25.51 | +1.97  |
| 12  | 18 | Dan Gurney           | Brabham-Repco | 1:25.79 | +2.25  |
| 13  | 21 | Jo Siffert           | Lotus-Ford    | 1:25.86 | +2.32  |
| 14  | 20 | Piers Courage        | BRM           | 1:26.07 | +2.53  |
| 15  | 16 | Richard Attwood      | BRM           | 1:26.72 | +3.18  |
| 16  | 17 | Jean-Pierre Beltoise | Matra         | 1:26.76 | +3.22  |
| 17  | 22 | Silvio Moser         | Brabham-Repco | 1:28.29 | +4.75  |
| 18  | 14 | Lucien Bianchi       | Cooper-BRM    | 1:28.31 | +4.77  |
| 19  | 19 | Jo Bonnier           | McLaren-BRM   | 1:28.43 | +4.89  |

### Wyścig
| Poz | Nr                | Kierowca             | konstruktor   | Okrążenie | Czas/Powód n.u    | Poz. start. | Punkty |
| --- | ----------------- | -------------------- | ------------- | --------- | ----------------- | ----------- | ------ |
| 1   | 8                 | Jackie Stewart       | Matra-Ford    | 90        | 2:46:11.2         | 5           | 9      |
| 2   | 17                | Jean-Pierre Beltoise | Matra         | 90        | + 1:33.93         | 16          | 6      |
| 3   | 15                | Pedro Rodríguez      | BRM           | 89        | + 1 okr.          | 11          | 4      |
| 4   | 10                | Jacky Ickx           | Ferrari       | 88        | + 2 okr.          | 6           | 3      |
| 5   | 22                | Silvio Moser         | Brabham-Repco | 87        | + 3 okr.          | 7           | 2      |
| 6   | 9                 | Chris Amon           | Ferrari       | 85        | + 5 okr.          | 1           | 1      |
| 7   | 16                | Richard Attwood      | BRM           | 85        | + 5 okr.          | 15          |        |
| 8   | 19                | Jo Bonnier           | McLaren-BRM   | 82        | + 8 okr.          | 19          |        |
| 9   | 3                 | Graham Hill          | Lotus-Ford    | 81        | poślizg           | 3           |        |
|     | Niesklasyfikowani |                      |               |           |                   |             |        |
| NS  | 4                 | Jackie Oliver        | Lotus-Ford    | 80        | niesklasyfikowany | 10          |        |
| NS  | 18                | Dan Gurney           | Brabham-Repco | 63        | przepustnica      | 12          |        |
| NS  | 21                | Jo Siffert           | Lotus-Ford    | 55        | skrzynia biegów   | 13          |        |
| NS  | 7                 | John Surtees         | Honda         | 50        | poślizg           | 9           |        |
| NS  | 20                | Piers Courage        | BRM           | 50        | alternator        | 14          |        |
| NS  | 6                 | Jochen Rindt         | Brabham-Repco | 39        | zapłon            | 2           |        |
| NS  | 5                 | Jack Brabham         | Brabham-Repco | 22        | poślizg           | 4           |        |
| NS  | 2                 | Bruce McLaren        | McLaren-Ford  | 19        | wypadek           | 8           |        |
| NS  | 1                 | Denny Hulme          | McLaren-Ford  | 10        | silnik            | 7           |        |
| NS  | 14                | Lucien Bianchi       | Cooper-BRM    | 9         | wypadek           | 18          |        |